# Championnats d'Afrique de judo 1982
Navigation
Édition précédente Édition suivante
Les championnats d'Afrique de judo 1982 se déroulent en juillet 1982 au Caire, en Égypte.
Au sein de la délégation sénégalaise :
- Malang Dabo remporte une médaille d'or dans la catégorie des poids mi-lourds,
- Ankiling Diabone remporte une médaille d'or dans la catégorie des poids moyens,
- Lansana Coly remporte une médaille d'argent dans la catégorie des poids lourds,
- Bou Aïdara remporte une médaille d'argent dans la catégorie des poids légers,
- Dominique Biaye remporte une médaille d'argent dans la catégorie des poids mi-légers,
- Khalifa Diouf remporte une médaille de bronze toutes catégories,
- Ousseynou Gueye remporte une médaille de bronze dans la catégorie des poids mi-moyens.